# 18통문방
"18통문방"(勇立忍者, Dragon, the Young Master)은 한국에서 제작된 김시현 감독의 1981년 영화이다. 거룡 등이 주연으로 출연하였고 유옥추 등이 제작에 참여하였다.

## 출연

### 주연
- 거룡
- 원추
- 김기주
- 최민규

## 기타
- 조명: 송문섭